# Dichostates similis
Dichostates similis är en skalbaggsart som beskrevs av Stefan von Breuning 1938. Dichostates similis ingår i släktet Dichostates och familjen långhorningar. Inga underarter finns listade i Catalogue of Life.